# Lambros Athanassoulas
Lambros Athanassoulas (griechisch Λάμπρος Αθανασούλας; * 10. November 1976 in Athen) ist ein griechischer Rallyefahrer.

## Karriere
Athanassoulas begann seine Rallyekarriere 2001. 2005 gewann er die A5-Klasse der griechischen Rallye-Meisterschaft. Außerdem gab er 2005 sein Debüt in der Rallye-Weltmeisterschaft (WRC). In einem Ford Fiesta nahm er an der Rallye Griechenland teil. 2006 trat er zu sechs WRC-Rallyes an. 2007 wechselte er sein Fahrzeug und trat in diesem und im folgenden Jahr zu jeweils einer WRC-Rallye in einem Subaru Impreza an. 2009 nahm Athanassoulas an zwei Rallyes teil. Zunächst startete er im Škoda Fabia bei der Rallye Griechenland. Der Rallyefahrer wurde Achter und erzielte seinen ersten Punkt in der WRC. Außerdem entschied er die PWRC-Wertung für sich. Im weiteren Verlauf nahm er in einem Ford Fiesta nur an einer weiteren WRC-Rallye teil. Am Ende der Saison belegte er den 20. Platz in der Weltmeisterschaft. In der PWRC-Wertung belegte Athanassoulas den neunten Gesamtrang. Bei der Rallye Griechenland 2011 startete er in einem Ford Fiesta RS WRC und belegte am Ende der Rallye den 19. Gesamtrang.